# Ivan Abadzhiev
Pour les articles homonymes, voir Abadzhiev.
Ivan Nikolov Abadjiev (en bulgare : Иван Николов Абаджиев) est un halthérophile et entraîneur bulgare né le 14 octobre 1963 à Novi pazar et mort le 24 mars 2017 à Cologne.
Il remporte la première médaille bulgare en haltérophilie en 1957. De 1968 à 1989 et à nouveau de 1997 à 2000 il est entraîneur-chef de la Fédération bulgare d'haltérophilie. Il est également entraîneur-chef de la Fédération turque d'haltérophilie vers la fin des années 1990. Durant sa carrière, Abadjiev entraîne 12 champions olympiques, 57 champions du monde et 64 champions d'Europe. Il était surnommé le Pape de l'haltérophilie en raison de sa prolifique carrière d'entraîneur.
Parmi les athlètes qu'il a entraînés, figurent Norair Nurikyan, Yordan Bikov et Andon Nikolov (Munich, 1972), Yordan Mitkov et Norair Nurikyan (Montréal, 1976), Yanko Rusev et Asen Zlatev (Moscou, 1980), Sevdalin Marinov et Borislav Gidikov  (Séoul, 1988), Galabin Boevski (Sydney, 2000) pour la Bulgarie, ainsi que Halil Mutlu et Naim Suleymanoglu (Atlanta, 1996) pour la Turquie.
Il débute en carrière en se familiarisant avec le style du professeur soviétique Felix Meerson avant de développer son propre style.

## Référence
- (en) Cet article est partiellement ou en totalité issu de l’article de Wikipédia en anglais intitulé « Ivan Abadzhiev » (voir la liste des auteurs).

1. ↑  (en) Bulgarian News Agency, « Bulgarian Weightlifting Legend Ivan Abadjiev Dies » (consulté le 19 novembre 2018)
2. ↑  (en) « Ivan Abadzhiev Bio, Stats, and Results | Olympics at Sports-Reference.com » [archive du 25 septembre 2013] (consulté le 1er août 2013)
3. ↑  (en) The Preparation of International Class Weightlifters", Proceedings of the IWF Coaching - Medical Seminar, Varna, 1983:57 - 63.
http://www.motion-online.dk/fora/index.php?/topic/38117-the-preparation-of-international-class-weightlifters/